# Pablo Cuevas
Pablo Cuevas (Concordia, 1 de Janeiro de 1986) é um tenista que nasceu na Argentina, mas que disputa o circuito profissional pelo Uruguai (desde pequeno tem dupla cidadania - argentina/uruguaia). Ele já conquistou 10 títulos nível ATP, sendo 5 em simples e 5 nas duplas (1 desses no Grand Slam Torneio de Roland Garros de 2008).

## Estilo de jogo
Apenas joga razoavelmente em quadra de saibro, mas nos outros tipos de piso sempre fica em baixo nível.

## Biografia
Desde pequeno, o uruguaio Pablo Cuevas sempre conviveu com a dúvida. Para começar, nasceu em Concordia (Argentina), terra natal de seu pai, que é argentino, mas vivia cruzando a fronteira e terminou o ensino fundamental em Salto (Uruguai), terra natal de sua mãe, que é uruguaia. E mesmo após optar pelo Uruguai no coração, o jovem Cuevas não sabia que esportes priorizar na infância. O paddle, a natação e o futebol poderia ter sido o escolhido, mas o tênis venceu a concorrência e logo o levou aos torneios juvenis e, consequentemente, ao circuito profissional. Mas mesmo assim, as incertezas continuaram, pois por mais que priorizasse as simples, Cuevas certamente se surpreendeu com o primeiro título vir no circuito de duplas, e mais ainda por se tratar do Torneio de Roland Garros, em 2008. O troféu lhe trouxe confiança e o uruguaio parecia não duvidar mais de suas próprias escolhas, porém lesões seríssimas nos dois joelhos o tiraram de ação por quase dois anos. Recuperado, o uruguaio voltou ainda melhor do que antes, conquistou seus dois primeiros ATPs em simples - Bastad (Suécia) e Umag (Croácia), ambos em 2014 -, furou o top 30 e, com o título no ATP de São Paulo, conquistado em 2015, sendo o terceiro de simples na carreira, tornou-se o melhor representante do Uruguai, após Diego Perez.
Em outubro de 2014 nasceu sua primeira filha, Alfonsina.

## Carreira

### 2002
Pablo Cuevas começou sua carreira profissional, participando como convidado em um Torneio Future realizado no Uruguai em finais de 2002, onde perdeu na primeira rodada tanto em simples como em duplas.

### 2003
Em 2003, após uma série de Torneios Futures disputados sobre a América do Sul, Cuevas marcou seu primeiro ponto para o ranking da ATP, terminando o ano como 1432 do mundo em simples.

### 2004
Em 2004, Pablo Cuevas se profissionalizou, pois começou a disputar somente torneios profissionais. E neste ano disputou quinze Torneios Futures na Romênia, Argentina, Brasil e Uruguai, onde chegou a uma final de duplas no Brasil e em uma semifinal de simples na Romênia.
Ainda nesta temporada representou pela primeira vez o Uruguai na Copa Davis contra Haiti e República Dominicana, vencendo 3 dos 4 jogos de simples. Ele terminou o ano em 834° no ranking de simples e 1109° nas duplas.

### 2005
Em 2005, venceu 2 Torneios Futures, e ainda neste ano participou da Copa Davis contra o Brasil, onde venceu Flávio Saretta e o ex-número 1 do mundo Gustavo Kuerten. Ao vencer Flávio Saretta ele conquistou sua primeira vitória contra um tenista top 100 em uma Copa Davis.
Cuevas terminou a temporada, participando pela primeira vez de um torneio Challenger. A boa temporada em simples foi acompanhada por um melhor desempenho em duplas, onde ganhou cinco dos 11 finais alcançadas em Torneios Futures.
O uruguaio Pablo Cuevas terminou o ano como 354 colocado do ranking em simples e 342 em duplas.

### 2006
Em 2006, Cuevas conquista em junho seu primeiro título Challenger de duplas ao vencer o Challenger de Montauban com o chileno Adrían García, derrotando na final a parceria francesa composta por Marc Gicquel e Edouard Roger-Vasselin por 6-3, 4-6 e [10-8].
Depois de boas atuações nas duplas em torneios Challengers, atingindo em vários destes torneios às semifinais ou finais (finalista de duplas em Quito e Medellin), Cuevas chega em novembro, na Flórida, nos Estados Unidos a primeira final de Challenger em simples, mas perde em Naples, para o argentino Carlos Berlocq.
Na sequência, com um desempenho muito bom, ele vence seu segundo título Challenger de duplas, juntamente com o seu parceiro habitual, o argentino Horacio Zeballos.
Ainda em 2006, ganhou uma de duas partidas que disputou pela Copa Davis, garantindo assim a permanência do Uruguai no Grupo II da Zonal Americana. Ele terminou o ano como 230 de simples e 163 de duplas.

### 2007
Em 2007, Cuevas sobe no ranking, avançando e chegando a melhores posições no ranking. Nesse ano decolou no circuito ATP Challenger Tour, tornando-se um dos tenistas com melhores resultados nestes torneios, tanto em simples como em duplas.
Em maio desse ano, ele ganhou o primeiro de seus três títulos ATP Challenger Tour no Challenger de Tunica Resorts, nos Estados Unidos. Os outros dois foram no Challenger de Scheveningen, na Holanda, e no Challenger de Lima, no Peru. Em duplas também ele conseguiu um desempenho muito bom, vencendo 7 das 12 finais que disputou em torneios Challengers (São Paulo, Santa Catarina, Turim, San Marino, Medellin, Montevidéu e Lima).
Na sequência, ele também fez breves incursões em torneios de alto nível. Em duplas, jogou em três Série Internacional. Em simples, pelo Torneio de Roland Garros, ele perdeu na última rodada da fase qualificatória, enquanto nas duplas, esteve entre as 16 melhores equipes do torneio.
Depois, no final da temporada, furou o qualificatório e conquistou umaa vaga para a chave principal de um Grand Slam pela primeira vez na carreira no US Open de tênis, mas ele perdeu na primeira rodada para o escocês Andy Murray, já em duplas ele chegou à segunda rodada do torneio.
Ainda em 2007, ajudou o Uruguai a derrotar a Jamaica, Equador e Paraguai na Copa Davis. No final de 2007 ele atingiu o ranking de 113 em simples e 56 nas duplas.

### 2008
Em 2008 fez uma boa campanha no ATP de Viña del Mar no Chile, vencendo Guillermo Coria, Fernando Verdasco e José Acasuso, somente parando na semifinal para o chileno Fernando González, subindo no ranking de simples e pela primeira vez entrando entre os top 100 do mundo, em 88 no ranking.
Depois disputou o qualificatório do ATP de Buenos Aires, mas perdeu para o argentino Brian Dabul. Na sequência, foi eliminado na primeira rodada do ATP de Acapulco ao perder para o argentino Juan Ignacio Chela.
Também nesse ano ele conseguiu jogar o seu primeiro Masters Series em Miami depois de passar pelo qualificatório. E na primeira rodada venceu americano Vince Spadea mas na segunda rodada caiu perante Fernando González.
Em 07 de junho, conseguiu o melhor desempenho de sua carreira, quando ele e o peruano Luís Horna conquistaram o título de duplas do Torneio de Roland Garros, ao vencerem na final o canadense Daniel Nestor e o sérvio Nenad Zimonjic, estes então cabeças-de-chave número 2 do torneio, por 6/2 e 6/3, em 56 minutos. A vitória da dupla, que pela primeira vez disputava um torneio de Grand Slam, foi a primeira conquista de uma parceria latino-americana em um torneio desse porte. Com a conquista, Cuevas, foi o segundo tenista do Uruguai a conquistar um título de tamanha envergadura, pois em 1976, também em Roland Garros, a uruguaia Fiorella Bonicelli foi campeã de duplas com a francesa Gail Lovera, e no ano anterior venceu ao lado do brasileiro Thomaz Koch nas duplas mistas.
Com o título do Torneio de Roland Garros, Cuevas se tornou o primeiro jogador uruguaio a jogar a Masters Cup, a partir de 2009 chamado de ATP World Tour Finals. Pois ele e Luis Horna se classificaram para a Masters Cup de tênis, em Xangai, no final do ano, apesar de não terminarem a temporada no top 8 do ranking de duplas da ATP. E eles alcançaram às semifinais da Masters Cup, onde perderam para Daniel Nestor e Nenad Zimonjic.

### 2009
No ATP de Vina del Mar, Cuevas chegou às semifinais pelo segundo ano consecutivo, perdendo novamente para o chileno Fernando González (6-3 e 6-2). Neste mesmo torneio, conquistou o título da chave de duplas com o argentino Brian Dabul, vencendo na final a parceria formada por František Čermák e Michal Mertinak pelas parciais de 6-3 e 6-3.
No tradicional Torneio de Wimbledon, ele conseguiu sua primeira vitória em um Grand Slam, batendo Christophe Rochus, em partida que teve 5 sets e terminou pelas parciais de 3-6, 4-6, 6-4, 6-1 e 11-9. Mas na sequência, na segunda rodada, perdeu para Jesse Levine em partida que também teve 5 sets mas que terminou pelas parciais de 6-2, 6-1, 4-6, 4-6 e 6-3.
No ATP 500 de Hamburgo, vindo do "qualifier", ele alcançou às semifinais do torneio depois de derrotar Bjorn Phau, Jurgen Melzer, Philipp Kohlschreiber e Nicolás Almagro. Mas na semifinal, perdeu de virada para o francês Paul-Henri Mathieu em três sets: 6-4, 3-6 e 5-7.
No início de novembro, Cuevas venceu, de virada, pelas parciais de 2/6, 7/6 e 6/3, o espanhol e ex-número 1 do mundo Juan Carlos Ferrero no ATP 500 de Valência. Mas na sequência, em partida válida pelas oitavas de final, teve pela frente o russo Mikhail Youzhny e acabou perdendo por 2 sets a 1, com parciais de 6/2, 2/6 e 6/1.
No final da temporada, jogando em casa, disputou o Challenger de Montevidéu, no Uruguai. E Cuevas derrotou o equatoriano Nicolas Lapentti na final do torneio e assim foi coroado campeão da competição. E com os pontos ganhos, alcançou o número 45 de simples do ranking mundial da ATP.

### 2010
Em 2010, jogando em simples, Cuevas se destacou com às semifinais do ATP 250 de Moscou (onde perdeu para Viktor Troicki). Ele também chegou por cinco vezes às quartas de final em torneios disputados no piso de saibro.
Em meados de fevereiro, nas duplas, ao lado do espanhol Marcel Granollers conquistou o título da 14ª edição do ATP 250 do Brasil Open de tênis, na Costa do Sauípe, na Bahia, ao conseguirem uma vitória em um jogo de muitas variantes sobre os cabeças de chave 1 do torneio, Lukasz Kubot (POL) e Oliver Marach (AUT) por 2 sets a 0, com parciais de 7/5 e 6/4.
Em maio, ainda nas duplas, foi finalista do ATP 250 de Estoril em Portugal (novamente com o espanhol Marcel Granollers). Mas na decisão perdeu o título, de virada, para a dupla formada pelos espanhóis David Marrero e Marc López por 2 sets a 1, com parciais de 7–6(7–1), 4–6, [4–10].
Ao final da temporada, o uruguaio Pablo Cuevas, então o melhor tenista do Uruguai, terminou o ano no Top 75 e teve 21 vitórias, sua melhor marca pessoal até aquele momento.

### 2011
Pablo Cuevas começou a temporada de 2011 perdendo na primeira rodada do Australian Open para o português Frederico Gil. Onde em uma maratona de 5 sets, o uruguaio, então 64º classificado no ranking mundial da ATP, ofereceu toda a resistência possível mas acabou derrotado após 4 horas e 24 minutos de jogo, pelas parciais de 6-4, 6-7(7), 4-6, 6-3 e 9-7.
No final de março, Cuevas conseguiu sua primeira vitória sobre um Top 10 mundial, ao vencer o norte-americano Andy Roddick em sets diretos por 6/4 e 7/6 (4) no Masters 1000 de Miami. Mas na sequência, acabou sendo eliminado, de virada, na terceira rodada do Masters 1000 de Miami pelo francês Gilles Simon por 6/4, 1/6 e 2/6.
Em abril, alcançou a semifinal do ATP 250 de Estoril, em Portugal, onde durante o torneio bateu o francês Jo-Wilfried Tsonga, então 18º colocado do ranking mundial, por 2 sets a 0, com parciais de 6/2 e 7/6 (7-0).
Sua última participação no circuito profissional em 2011 foi no Torneio de Roland Garros, onde foi eliminado na primeira rodada devido a uma lesão na perna. Apesar de não jogar durante vários meses, em agosto atingiu seu maior segundo ranking até aquele momento ao se tornar o número 48 do mundo.

### 2012
O uruguaio Pablo Cuevas não jogou torneios profissionais no ano de 2012 devido a uma lesão no joelho direito. Sua última partida no circuito havia acontecido na temporada anterior, no Torneio de Roland-Garros de 2011.

### 2013
Pablo Cuevas retorna ao circuito depois de um longo período de inatividade devido a uma lesão no joelho direito que o manteve fora do circuito por quase dois anos, jogando sua última partida em Roland Garros 2011. E ele jogou nos Challengers de Santos e São Paulo depois de receber um convite em ambos os torneios. Em Roland Garros 2013, onde o seu regresso ao grande circuito ocorreu, pela chave de simples, estreou no Torneio de Roland Garros derrotando o francês Adrian Mannarino em um jogo de 5 sets e parciais de 6-3, 2-6, 6-3, 5-7 e 7-5. Mas em seguida, caiu na segunda rodada para o francês Gilles Simon por 3 sets a 1 (7-6, 1-6, 1-6 e 1-6). Eliminado em simples, ele surpreendeu nas duplas ao alcançar à semifinal ao lado argentino Horacio Zeballos. Onde na primeira rodada derrotou o dueto constituído pelos argentinos Carlos Berlocq e Leonardo Mayer por 2-6, 6-3 e 6-1, na segunda rodada surpreendeu derrotando os cabeças de chave 9 do torneio Jurgen Melzer e Leander Paes por 5-7, 6-4, 7-6 (6). Na terceira rodada novamente surpreendeu ao derrotar o paquistanês Aisam-ul-Haq Qureshi e o holandês Jean-Julien Rojer, então os cabeças de chave 9 do torneio, por 5-7, 6-3, 7-6 (5), nas quartas de final venceu a parceria polonêsa formada por Tomasz Bednarek e Jerzy Janowicz pelas parciais de 7-6 (3), 4-6 e 6-1. Mas na sequência, saiu derrotado nas semifinais pelos franceses Michaël Llodra e Nicolas Mahut por 3-6, 6-1 e 3-6.
Na sequência, no final de agosto, disputou o US Open de tênis, onde na chave de simples foi eliminado na primeira rodada pelo sérvio Janko Tipsarevic. Depois, no final de setembro, fazendo a turnê asiática em quadras duras, Cuevas chegou a bater o russo Nikolay Davydenko (45° do mundo) na estreia do ATP de Kuala Lumpur, mas em seguida, foi eliminado na segunda rodada da competição pelo futuro campeão do torneio, o português João Sousa. Eliminado em simples, ele teve bom desempenho nas duplas, onde jogou o torneio com o argentino Horacio Zeballos. E eles alcançaram a semifinal, onde a parceria saiu derrotada pela dupla formada por Eric Butorac e Raven Klaasen.
No início de outubro, então 393º colocado no ranking mundial da ATP, ele disputou o ATP 500 de Tóquio, no Japão. E desta vez perdeu na primeira rodada de simples para o argentino Carlos Berlocq, este então número 45 do mundo, por 2 sets a 0, com parciais de 7/6 (7/4) e 6/2. Já nas duplas, atuando ao lado do espanhol Nicolás Almagro, surpreendeu ao derrotar na estreia a dupla então número 1 do mundo formada pelos irmãos americanos Bob e Mike Bryan pelo placar final de 7/5, 1/6 e 10-6. Mas após esta importante vitória a parceria caiu na segunda rodada para a dupla do britânico Jamie Murray e do australiano John Peers.
Na sequência, já final de outubro, em uma final de tenistas platinos que durou 2 horas e 43 minutos, Cuevas venceu o argentino Facundo Argüello por 2 sets a 1, com parciais de 7/66, 2/6 e 6/4 e sagrou-se campeão do Challenger Buenos Aires, na Argentina.

### 2014
Em meados de fevereiro, jogando ao lado do argentino Horacio Zeballos, Cuevas ficou com o vice-campeonato de duplas do ATP 250 de Buenos Aires, na Argentina. A parceria perdeu o título para a dupla formada pelos espanhóis Marcel Granollers e Marc López por 2 sets a 0, com parciais de 5-7 e 4-6.
No início de maio, jogando ao lado do espanhol David Marrero, Cuevas ficou com o vice-campeonato de duplas do ATP 250 de Estoril, em Portugal. A dupla perdeu o título para a parceria formada pelo mexicano Santiago González e o norte-americano Scott Lipsky por 2 sets a 1, com parciais de 3–6, 6–3 e [8–10].
Em julho de 2014, Pablo Cuevas conquistou o seu primeiro título nível ATP em simples ao vencer com facilidade o português João Sousa na decisão do ATP 250 de Bastad, na Súecia, por 2 sets a 0, com parciais de 6/2 e 6/1, em apenas 58 minutos de jogo. Com a conquista, Cuevas se tornou o terceiro uruguaio a ganhar um torneio do circuito ATP. Anteriormente, apenas Diego Pérez e Marcelo Filippini tinham conquistado este feito para o Uruguai.
Ainda em julho de 2014, Cuevas conquistou o ATP 250 de Umag, na Croácia, após vencer o espanhol Tommy Robredo na final por 2 sets a 0, com parciais de 6-3 e 6-4. Este foi o segundo título em simples de Cuevas na carreira e em 15 dias - antes disso, o uruguaio havia sido campeão em Bastad, na Suécia.

### 2015
Em meados de fevereiro de 2015, Pablo Cuevas disputou o Brasil Open de Tênis, competição nível ATP 250 realizada no Ibirapuera, em São Paulo. E então cabeça de chave n° 5, ele estreou vencendo o tcheco Jiří Veselý por 2 sets a 1, com 7/5 no terceiro set. Nas oitavas de final, o triunfo foi diante de Facundo Bagnis, da Argentina, que abandonou a partida ainda no primeiro set. Nas quartas de final, passou pelo espanhol Nicolás Almagro e, na semifinal, venceu o colombiano Santiago Giraldo. Já na final, conquistou o título do ATP 250 do Brasil Open de Tênis, ao vencer o italiano Luca Vanni por 2 sets a 0, com parciais de 6/4, 3/6 e 7/6 (7-4). Com o resultado, ele ganhou 250 pontos e entrou, pela primeira vez, no grupo dos 25 melhores tenistas do mundo. Esse foi o terceiro título de simples de Cuevas no circuito ATP.
No início de maio de 2015, em Istambul, capital da Turquia, Pablo Cuevas ficou com o vice-campeonato do ATP 250 de Istanbul. Onde, na final, o Cabeça de chave número um da competição, o suíço Roger Federer, então na segunda posição do ranking mundial, venceu Cuevas por 2 sets a 0, com parciais de 6/3 e 7/6 (13-11).
Ainda em maio de 2015, Pablo Cuevas e o espanhol David Marrero ganharam o título de duplas do Masters 1000 de Roma, na Itália, ao derrotar na final a parceria espanhola formada por Marcel Granollers e Marc López por 6-4 e 7-5.
Em 27 de outubro, jogando ao lado do espanhol David Marrero, ficou com o vice-campeonato de duplas do ATP 250 de Nottingham, na Inglaterra. A parceria perdeu o título para a dupla formada pelo brasileiro André Sá e o australiano Chris Guccione por 2 sets a 0, com parciais de 6/2 e 7/5. Com a derrota, Cuevas perdeu a chance de conquistar seu primeiro título ATP na grama.

### 2016
Em fevereiro, Cuevas conquistou o Rio Open no em torneio ATP 500 com direito a uma surpreendente vitória sobre "o rei do saibro" Rafael Nadal na semi final. Na final, derrota outra surpresa do torneio, o argentino Guido Pella em três sets.
Ainda em fevereiro, conquistou o Brasil Open em São Paulo com uma vitória sobre o espanhol Pablo Carreño Busta em dois sets.

## Conquistas

### Grand Slam finais

#### Duplas: 1 (1 título)
| Posição | Ano  | Campeonato    | Piso   | Parceiro   | Oponentes na final           | Placar da final |
| Campeão | 2008 | Roland Garros | Saibro | Luis Horna | Daniel Nestor Nenad Zimonjić | 6–2, 6–3        |

### Masters 1000 finais

#### Duplas: 1 (1 título)
| Posição | Ano  | Campeonato | Piso   | Parceiro      | Oponentes                    | Placar   |
| ------- | ---- | ---------- | ------ | ------------- | ---------------------------- | -------- |
| Campeão | 2015 | Roma       | Saibro | David Marrero | Marcel Granollers Marc López | 6–4, 7–5 |

## ATP finais

### Simples: 5 (4 títulos, 1 vice)
| Legenda                           |
| --------------------------------- |
| Grand Slam (0–0)                  |
| ATP World Tour Finals (0–0)       |
| ATP World Tour Masters 1000 (0–0) |
| ATP World Tour 500 Series (1–0)   |
| ATP World Tour 250 Series (3–1)   |

| Títulos por Piso |
| ---------------- |
| Saibro (4–1)     |
| Duro (0–0)       |
| Grama (0–0)      |

| Títulos por Local |
| ----------------- |
| Outdoor (3–1)     |
| Indoor (1–0)      |

| Posição | N. | Data               | Torneio                              | Piso       | Oponente            | Placar             |
| ------- | -- | ------------------ | ------------------------------------ | ---------- | ------------------- | ------------------ |
| Campeão | 1. | Julho 13, 2014     | SkiStar Swedish Open, Båstad, Suécia | Saibro     | João Sousa          | 6–2, 6–1           |
| Campeão | 2. | Julho 27, 2014     | ATP de Umag, Umag, Croácia           | Saibro     | Tommy Robredo       | 6–3, 6–4           |
| Campeão | 3. | Fevereiro 15, 2015 | Brasil Open, São Paulo, Brasil       | Saibro (i) | Luca Vanni          | 6–4, 3–6, 7–6(7–4) |
| Vice    | 1. | Maio 3, 2015       | Istanbul Open, Istanbul, Turquia     | Saibro     | Roger Federer       | 3–6, 6–7(11–13)    |
| Campeão | 4. | Fevereiro 21, 2016 | Rio Open, Rio de Janeiro, Brasil     | Saibro     | Guido Pella         | 6–4, 6–7(5–7), 6-4 |
| Campeão | 5. | Fevereiro 28, 2016 | Brasil Open, São Paulo, Brasil       | Saibro     | Pablo Carreño Busta | 7–6(7–4), 6–3      |

### Duplas: 10 (5 títulos, 5 vices)
| Legenda                           |
| --------------------------------- |
| Grand Slam (1–0)                  |
| ATP World Tour Finals (0–0)       |
| ATP World Tour Masters 1000 (1–0) |
| ATP World Tour 500 Series (0–0)   |
| ATP World Tour 250 Series (3–5)   |

| Posição | N. | Data               | Torneio                                           | Piso     | Parceiro          | Oponentes                        | Score                 |
| ------- | -- | ------------------ | ------------------------------------------------- | -------- | ----------------- | -------------------------------- | --------------------- |
| Vice    | 1. | Abril 14, 2008     | U.S. Men's Clay Court Championships, Houston, EUA | Saibro   | Marcel Granollers | Ernests Gulbis Rainer Schüttler  | 5–7, 6–7(7–3)         |
| Campeão | 1. | Junho 7, 2008      | Aberto da França, Paris, França                   | Saibro   | Luis Horna        | Daniel Nestor Nenad Zimonjić     | 6–2, 6–3              |
| Campeão | 2. | Fevereiro 7, 2009  | Movistar Open, Viña del Mar, Chile                | Saibro   | Brian Dabul       | František Čermák Michal Mertiňák | 6–3, 6–3              |
| Campeão | 3. | Outubro 22, 2009   | Kremlin Cup, Moscou, Rússia                       | Duro (i) | Marcel Granollers | František Čermák Michal Mertiňák | 4–6, 7–5, [10–8]      |
| Campeão | 4. | Fevereiro 14, 2010 | Brasil Open, Costa do Sauípe, Brasil              | Saibro   | Marcel Granollers | Łukasz Kubot Oliver Marach       | 7–5, 6–4              |
| Vice    | 2. | Maio 9, 2010       | Estoril Open, Estoril, Portugal                   | Saibro   | Marcel Granollers | Marc López David Marrero         | 7–6(7–1), 4–6, [4–10] |
| Vice    | 3. | Setembro 29, 2013  | Proton Malaysian Open, Kuala Lumpur, Malásia      | Duro (i) | Horacio Zeballos  | Eric Butorac Raven Klaasen       | 2-6, 4-6              |
| Vice    | 4. | Fevereiro 16, 2014 | Copa Claro, Buenos Aires, Argentina               | Saibro   | Horacio Zeballos  | Marcel Granollers Marc López     | 5-7, 4-6              |
| Vice    | 5. | Maio 4, 2014       | Portugal Open, Oeiras, Portugal                   | Saibro   | David Marrero     | Santiago González Scott Lipsky   | 3–6, 6–3, [8–10]      |
| Campeão | 5. | Maio 17, 2015      | Internazionali BNL d'Italia, Roma, Itália         | Saibro   | David Marrero     | Marcel Granollers Marc López     | 6–4, 7–5              |
| Vice    | 6. | 27 Junho 2015      | ATP de Nottingham, Nottingham, Reino Unido        | Grama    | David Marrero     | Chris Guccione André Sá          | 2-6, 5-7              |

## Vitórias sobre jogadores Top 10
| #    | Jogador       | Ranking | Evento                 | Superfície | Rd   | Placar                  |
| 2011 | 2011          | 2011    | 2011                   | 2011       | 2011 | 2011                    |
| ---- | ------------- | ------- | ---------------------- | ---------- | ---- | ----------------------- |
| 1.   | Andy Roddick  | 8       | Miami, Estados Unidos  | Dura       | 2R   | 6–4, 7–6(7–4)           |
| 2015 |               |         |                        |            |      |                         |
| 2.   | Tomáš Berdych | 5       | Pequim, China          | Dura       | 1R   | 6–4, 6–4                |
| 2016 |               |         |                        |            |      |                         |
| 3.   | Rafael Nadal  | 5       | Rio de Janeiro, Brasil | Saibro     | SF   | 6–7(6–8), 7–6(7–3), 6–4 |